# De bruid van het Hooglied

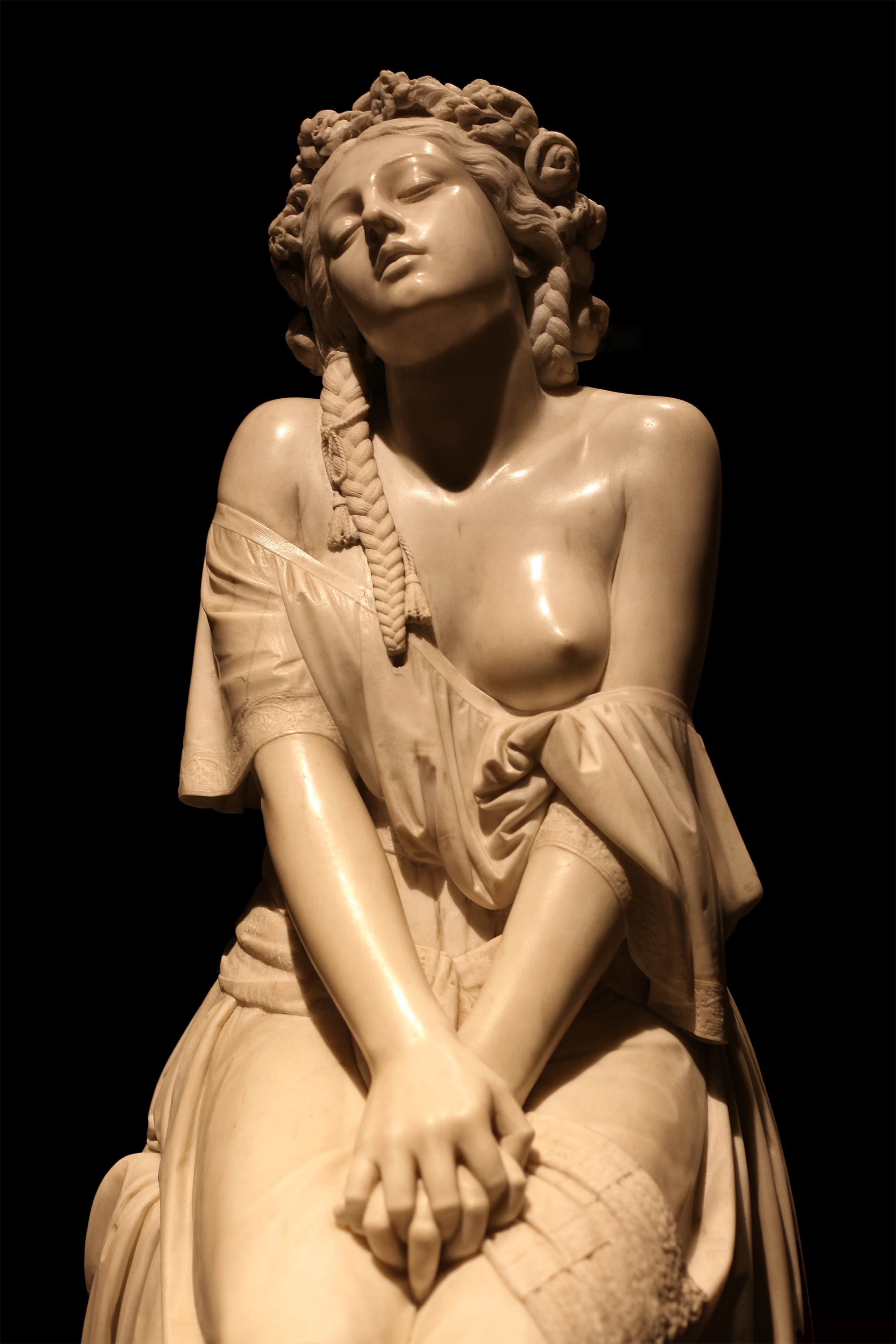
Vooraanzicht (detail)

De bruid van het Hooglied (Italiaans: La sposa dei Sacri Cantici) is een marmeren standbeeld van Gaetano Motelli uit 1854. Het meet 140 × 55 × 75 cm en is onderdeel van de private Collezione Litta.

## Voorstelling
Het werk van de Milanese beeldhouwer Motelli geeft het "meisje uit Sulem" weer, dat in het bijbelse Hooglied de geliefde van Salomo is. Eerder had Cincinnato Baruzzi het thema opgenomen. De versie van Motelli is sensueel en uiterst gedetailleerd (de vlechten van de bruid, haar kleed, de granaatappels en andere vruchten aan haar voeten ...).

## Tentoonstellingen
Het beeld werd getoond op de Parijse salon van 1855, als onderdeel van de wereldtentoonstelling van dat jaar. Daarna belandde het in een private collectie. In 2018-2019 werd het geëxposeerd op de tentoonstelling Romanticismo in de Gallerie di Piazza Scala van Milaan.

## Voetnoten
1. 1 2  Come nacque e si sviluppò il Romanticismo in Italia. La grande mostra di Milano, Finestre sull'Arte, 20 januari 2019